# Какарікі буроголовий
Какарікі буроголовий (Cyanoramphus ulietanus) — вимерлий вид папугоподібних птахів родини Psittaculidae. Птах був ендеміком острова Раіатеа у Тихому океані. Відомий лише з двох зразків, ймовірно, зібраних під час подорожі Джеймса Кука в 1773 або 1774 роках, які зберігаються у Відні (Австрія) та Трингу (Велика Британія).

## Вимирання
Вважається, що птах вимер невдовзі після відкриття в 1773 році. Причинами його вимрання, ймовірно, була втрата середовища існування через вирубку лісів, полювання та інвазивні види.